# Учали
Учали́ (рос. Учалы, башк. Учалы) — місто, центр Учалинського району Башкортостану, Росія. Адміністративний центр та єдиний населений пункт Учалинського міського поселення.

## Географія
Місто розташоване в східних відрогах хребта Уралтау, за 360 км від Уфи в долині між горами Ташбієк і Кокбаш. Поблизу — витік річки Урал — 10 км, озера Карагайли і Учали.

## Історія
Місто утворено 1 лютого 1963 року шляхом об'єднання селищ Малі та Великі Учали. До 2006 року мало статус обласного підпорядкування і не входило до складу району.

## Населення
Населення — 37788 осіб (2010; 37196 в 2002).

## Уродженці
- Гумерова Лілія Салаватівна (* 1972) — російська державна і громадська діячка.